# 兹德涅克·鲁日奇卡
兹德涅克·鲁日奇卡（捷克語：Zdeněk Růžička，1925年4月15日—2021年4月18日），捷克男子竞技体操运动员。他曾代表捷克斯洛伐克参加1948年、1952年和1956年夏季奥林匹克运动会体操比赛，其中1948年奥运会获得二枚铜牌。